# Усты (Думиничский район)
Усты — село в Думиничском районе Калужской области России. Село находится в 120 км от Калуги.

## Население
| 2002 | 2010 |
| ---- | ---- |
| 25   | ↘20  |

## История
Село Усты в XIII—XIV веках было городом-столицей Устивского княжества.
В начале XVIII столетия принадлежало графам Брюсам. В первой трети XVIII века Я. В. Брюс основал здесь усадьбу, которая после его смерти перешла к его племяннику А. Р. Брюсу, а от него к его сыну.
Согласно «Описаниям к Атласу Калужского наместничества» в 1782 году хозяином имения в Устах Жиздринского уезда числился граф Яков Александрович Брюс, владелец более полутора тысяч крестьян ещё в девяти селах и деревнях того же уезда. В то время в усадьбе имелись деревянный господский дом и деревянная церковь в честь Обновления Храма Воскресения Господня, функционировали два крупных винокуренных завода, устроенных на реке Жиздре. Окружал усадебные земли березовый, осиновый и липовый лес. Крестьяне старинного села были на оброке и помимо пашни трудились на заводах.
Я. А. Брюс скончался в 1791 году. Следующими хозяевами имения были действительный статский советник Павел Гаврилович Дивов, владелец 409 душ крепостных крестьян, с середины 1820-х годов — секунд-майор Иван Акимович Мальцов. В 1824 году на его и церковные средства был перестроен в камне храм во имя Воскресения Господня. В 1844—1894 годах Усты принадлежали сыну И. А. Мальцова Сергею Ивановичу. Предполагают, что при его энергичной деятельности вскоре началась и перепланировка всей усадьбы.
В названном имении прошли детские годы известного писателя Бориса Константиновича Зайцева (1881—1972), отец которого, будучи горным инженером, занимал в 1880-х годах должность управляющего Мальцовским рудным заводом.
Как свидетельствуют документы, последними владельцами усадебных земель числились жиздринский купец В. Терехов и до 1917 года — помещик И. О. Реут.

В 1930 в Устах организован колхоз им. Мичурина.
Во время войны село было полностью разрушено. Освобождено от фашистов 24-25 июля 1943 года в ходе Орловско-Курской битвы.
В организованном в 1969 совхозе «Паликовский» была Устовская бригада, существовавшая до середины 1990-х.
В 1985 году в Устах проживало 15 семей.